# Escriptura lliure
L'escriptura lliure -també anomenada flux d'escriptura conscient- és una tècnica de preescriptura en la qual la persona escriu de manera ininterrompuda durant un període sense parar atenció a l'ortografia, gramàtica o tema. El material que resulta de vegades és inutilitzable i brut, però aquesta tècnica pot ajudar els escriptors a superar l'apatia i l'autocrítica. Aquesta tècnica és utilitzada, principalment, per escriptors de prosa i mestres d'escriptura. Alguns escriptors usen aquesta tècnica per a recol·lectar idees i pensaments sobre un tema, sovint en preparació per a un procés d'escriptura formal. L'escriptura lliure no és el mateix que escriptura automàtica.
A diferència de la pluja d'idees (en què les idees són simplement col·locades en una llista), en l'escriptura lliure s'escriuen oracions en forma de paràgrafs sobre el tema que vingui a la ment.

## Història
Peter Elbow discuteix sobre l'escriptura lliure en el seu llibre Writing without teachers (Escrivint sense mestres, 1975) i la tècnica va ser popularitzada per Julia Cameron mitjançant el seu llibre The Artist's Way (El camí de l'artista, 1992).
Natalie Goldberg va combinar la noció d'escriptura lliure amb els principis de meditació budista Zen per desenvolupar una modalitat d'escriptura anomenada pràctica, descrita en el seu llibre Writing Down the Bones (1986). Aquesta modalitat pràctica d'escriptura és diferent de l'escriptura lliure, ja que la primera és usada en pregrau i programes d'escriptura creativa. La pràctica anima l'escriptor a tenir en compte els seus pensaments durant el procés d'escriptura, que pot ser el fi de si mateixa, perquè el mètode aconsegueix en general obtenir un escrit més polit.

## Tècnica
L'escriptura lliure involucra l'escriptura contínua, usualment per un període determinat (sovint cinc, deu o quinze minuts). L'escriptor escriu sense preocupar-se per l'ortografia, la gramàtica, etc. I no fa correccions. Si l'escriptor arriba al punt en què no pot pensar en res més sobre el que escriure, haurà d'escriure que no pot escriure res més, i mentrestant, buscar el següent pensament, l'escriptor s'aparta lliurement del tema; es deixa portar pels seus pensaments. De vegades, l'escriptor també pot escriure, lliurement, però enfocat en un tema que hagi sorgit en els seus pensaments. Expandint el tema, els pensaments divaguen per crear connexions abstractes del tema. Aquesta tècnica ajuda l'escriptor a explorar un tema en particular abans d'entrar en un context més bàsic.
L'escriptura lliure ha de formar la rutina diària d'un escriptor. També, els estudiants d'algun curs d'escriptura haurien de ser assignats a l'exercici d'escriptura lliure diària.

## Definició
L'escriptura lliure es basa en la premissa que tots tenen alguna cosa a dir i l'habilitat per dir-ho, però la ment pot bloquejar-se per apatia, autocrítica, ressentiment, ansietat deguda als terminis, por al fracàs, censura o altres formes de resistència. Les regles acceptades que permeten la lliure escriptura permeten a l'escriptor obtenir l'impuls suficient per al flux desinhibit; el concepte va ser esbossat per mestres d'escriptura com ara Louise Dunlap, Peter Elbow i Natalie Goldberg.
L'escriptura lliure permet el flux lliure del procés de pensament; no es tracta d'un producte o exercici d'un estudiant o d'un escriptor.

## Ús en l'educació
Sovint, els tallers d'escriptura lliure s'enfoquen en la lliure expressió; a més, la tècnica d'escriptura lliure és usada en l'ensenyament per a l'educació primària. No hi ha informació disponible sobre resultats de censos realitzats per investigar l'acceptació d'aquesta tècnica.

## Regles
Aquesta és una llista de les regles essencials d'escriptura lliure, que sovint s'expliquen a principiants o estudiants en tallers d'escriptura. Aquestes regles coincideixen amb les indicades a Rules for free writing de Natalie Goldberg, també identificades com les primeres quatre regles de l'escriptura de Natalie Goldberg:
- Doneu-vos un temps límit. Escrigueu uns deu o vint minuts i pareu.
- Mantingueu-vos escrivint durant el temps que tingueu per meta. No interrompeu l'exercici per veure què heu escrit o prendre-us un respir. Introduïu-vos-hi ràpidament però no de pressa.
- No poseu atenció a la gramàtica, ortografia, puntuació, neteja o estil. Ningú més ha de llegir el que escriviu. L'exactitud o qualitat del que hàgiu escrit no importa; és important el sol acte d'escriure.
- Si perdeu el tema o les idees se us van, mantingueu-vos escrivint. Si cal, escrigueu alguna cosa sense sentit o qualsevol cosa que us vingui a la ment, o simplement gargotegeu qualsevol cosa per mantenir la mà en moviment.
- Si us sentiu avorrit o incòmode pel que esteu escrivint, pregunteu-vos quines en són les causes i escriviu-les.
- Quan el temps acabi, reviseu el que heu escrit i marqueu els passatges que considereu que contenen idees importants per poder mantenir-los i ampliar-los en una sessió posterior.